# Junínmierpitta
De junínmierpitta (Grallaria obscura) is een zangvogel uit de familie Grallariidae (mierpitta's). De vogel werd in 1896 als ondersoort van de muiscamierpitta (G. rufula) beschreven door Hans Graf von Berlepsch en  & Jan Sztolcman, maar staat sinds 2021 als aparte soort op de IOC World Bird List.

## Verspreiding en leefgebied
De soort komt voor in Midden-Peru in de regio Junín.